# Aviakor
OJSC Aviakor (rusky Авиако́р) je letecký závod ve městě Samara v Rusku. Je součástí holdingu Ruské stroje pod kontrolou finanční průmyslové skupiny Basic Element, kterou vlastní Oleg Děripaska. Aviakor konstruuje, opravuje, udržuje a dodává náhradní díly pro dopravní letadla Antonov An-140 a Tupolev Tu-154. Zahájení sériové výroby An-140 v Aviakoru posílilo vytvoření „mezinárodního leteckého projektu-140“ (rusky: Международный авиационный проект-140) ve spolupráci s Charkovským leteckým závodem (KSAMC). Společný podnik byl založen 15. září 2003 po vzájemné dohodě Konstantina Titova, gubernátora Samarské oblasti, a Pavla Naumenka, generálního ředitele charkovské továrny.
Společnost vlastní letiště Bezymjanka.
Letecký závod č. 18 vznikl a fungoval před Velkou vlasteneckou válkou od března 1932 ve městě Voroněž. Od téhož roku Voroněžský letecký závod č. 18 vyráběl 11 typů letadel. Od roku 1939 vyráběl Il-2 a do začátku Velké vlastenecké války v roce 1941 zde vzniklo asi 1510 letadel tohoto typu. V souvislosti s německou ofenzívou na Voroněž byl 10. října 1941 vydán rozkaz o evakuaci závodu č. 18 do rozestavěněho závodu č. 295 (pro Stalinův letecký závod č. 1 evakuovaný z Moskvy) 3 km od obce Bezymjanka v okolí města Kujbyšev (výstavbu provedlo oddělení speciální výstavby NKVD pomocí vězňů). V průběhu října až listopadu 1941 byl závod přemístěn na nové místo. Sjednocený závod (č. 295 a č. 18) dostal název č. 18 a letecký závod č. 18, který se v roce 1943 vrátil z Kujbyševa do Voroněže, byl přejmenován na letecký závod č. 64.
V SSSR se Kujbyševský letecký závod (č.18) stal jedním z pěti největších závodů v leteckém průmyslu. Více než půl století se zde vyráběla letadla navržená konstrukční kanceláří Tupolev, Antonov a Iljušin. Během druhé světové války továrna vyrobila 15 099 ks Iljušinů Il-2.
Po problémech s přijímáním dodávek typu An-140 podal Aviakor do konce září 2017 insolvenční návrh.